# Cabane des Dix
La Cabane des Dix (2.928 m s.l.m.) è un rifugio alpino delle Alpi Pennine situato nel Canton Vallese (Svizzera).

## Caratteristiche ed informazioni
Si trova in alta val d'Herens. Più precisamente il rifugio è collocato nella Val des Dix, parte superiore della val d'Hérémence, laterale della val d'Herens. È a nord del Lago di Dix e sul bordo del ghiacciaio del Cheilon.

## Accesso
L'accesso avviene normalmente dalla località Le Chargeur (2.141 m) che si trova appena a valle del lago.

## Ascensioni
- La Ruinette - 3.875 m
- Mont Blanc de Cheilon - 3.870 m
- La Luette - 3.548 m

## Traversate
- Cabane des Vignettes - 3.160 m
- Cabane de Prafleuri - 2.657 m
- Cabane de Chanrion - 2.462 m